# Isard Royal T-700
El Isard Royal T-700 es un automóvil sedán y  kombi de dos puertas,  basado en el Glas Isar  (inicialmente Goggomobil T 700 ) de origen alemán fabricado entre los años 1960 y 1965, respectivamente. Fue uno de los autos más populares de la década de 1960'. También fue producido en Argentina.

## Historia de Isard Argentina
Isard Argentina S.A.C.I.F. comenzó sus actividades de fabricación en 1959, bajo licencia de Hans Glas GmbH de Alemania Occidental, con el lanzamiento del pequeño y simple modelo Isard T-300.
Posteriormente se entró al mercado en 1960 al Isard T-400 sedán y cupé, basados en el T-300, el Isard Royal T-700 sedán y rural en 1960 y por último en 1964, el Isard 1204. En los comienzos de la década, cuando fue presentado el T-700 costaba $279.500.
El nombre de la empresa surgió de su ubicación a orillas del río Isar en la ciudad alemana de Dingolfing. Los distribuidores franceses sugirieron agregar la letra «d» al nombre del río y remplazara el nombre original de los vehículos Goggomobil ya que en francés el término «Goggo» significa tonto. A principios de 1963 se produjo la fusión con la empresa Los Cedros S.A., ubicada en Gral. Pacheco y dedicada a la construcción de los recordados Heinkel. Esta planta había sido fundada en 1948 con el nombre de Alejo Arocena S.A. para montar automóviles Packard. Además fabricaba bajo licencia de Studebaker, una pick-up que llegaba a las 1000 unidades anuales. Primeramente, se asentó en la localidad bonaerense de San Andrés.

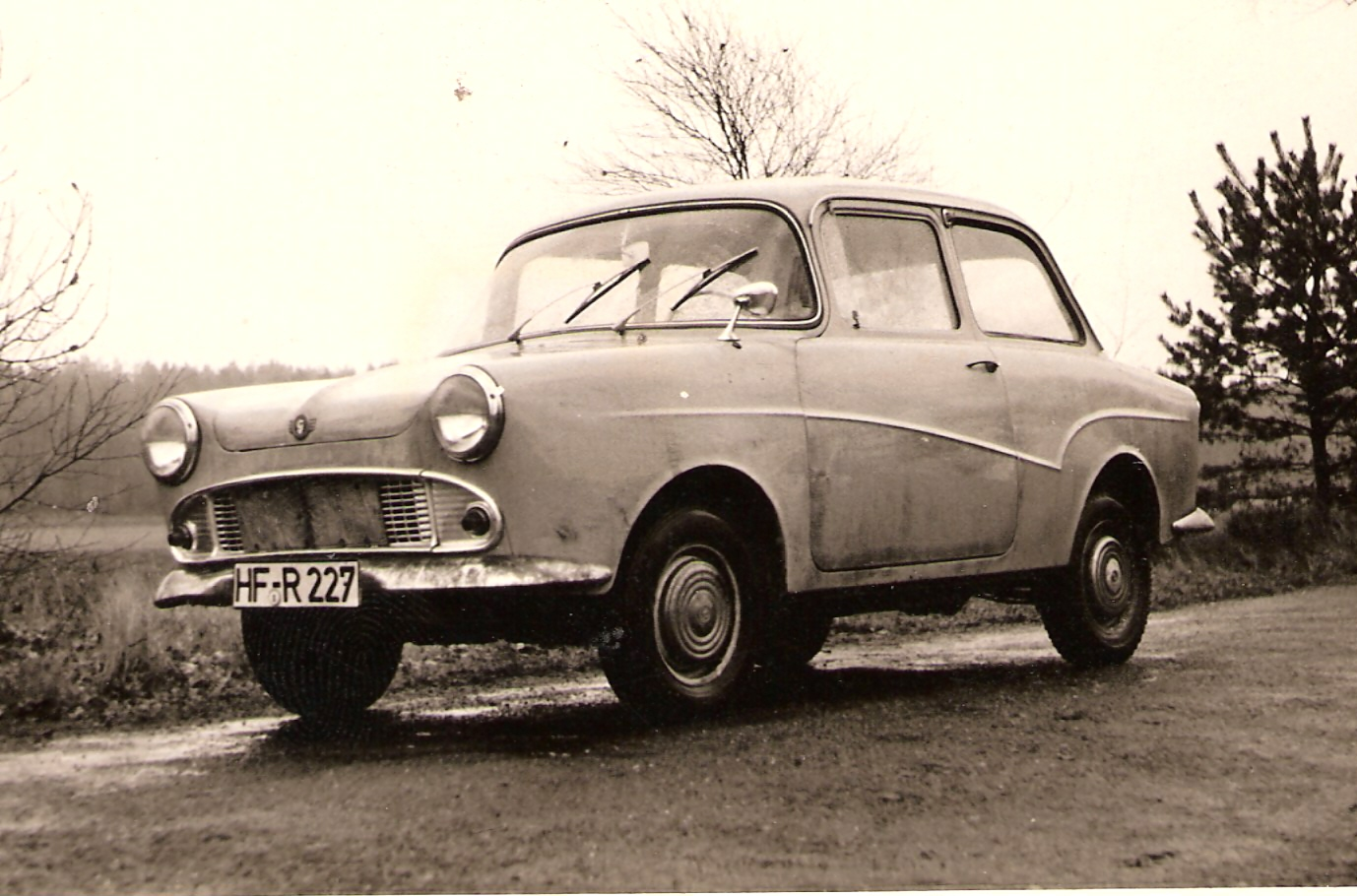
Isard de 1964.

Contaban con pintura, oficinas administrativas, planta de montaje y carrocería. Al momento de la fusión, el establecimiento ocupaba 600 empleados y producía 20 unidades diarias, siendo su máxima capacidad 45, lo que les permitía fabricar 11.000 anuales. Las instalaciones complementaban una superficie cubierta de 35.000 m² en un área de siete hectáreas. De 1962 a 1964 se realizó la versión Pick-Up denominada K-700, donde se mantenían las dos puertas y algunas características similares al sedán.
A pesar de la relación entre ambas empresas, la competitividad en el mercado convertía más difícil la supervivencia de los fabricantes más jóvenes y de capital nacional, adquirir insumos y componentes desde Alemania y de proveedores locales, que provocaban que cada año la producción disminuyera a la mitad.
En marzo de 1965, el presidente de Isard, Natan Catzman, anunció la firma de un contrato con la Nissan Motor de Japón para producir el Datsun Bluebird y una camioneta del mismo modelo de 1200 cc. Sin embargo, el hecho no se pudo concretar debido a las grandes dificultades económicas y baja fabricación, que terminaron con el cierre definitivo de Isard a fines de ese mismo año.

## El Isard T-700
Con gran importancia después de mediados del siglo XX, tenía un ciclo de cuatro tiempos y era refrigerado por aire. A diferencia, de la mayoría de los vehículos, el T-700 poseía motor delantero y tracción trasera, sumado a que era mejor sus condiciones de habitabilidad campestre que el NSU Prinz y el BMW De Carlo 700, que fueron sus rivales durante muchos años, aunque mantenían una potencia similar, ya que estaba en el orden de los 30 hp (22 kW) a 4.900 rpm.
Varios de éstos modelos fueron partícipes de carreras como el Gran Premio Standard, pero en los circuitos el Isard tenía grandes dificultades para doblar, agravado que era más alto. Sus pilotos más reconocidos fueron Remigio Caldara, los hermanos Paillot y "Buby" Schroeder. Otro detalle del 700 es que tiene palanca de cambios al piso, algo que muchos autos de la época no traían. Con sistema de combustible Carburador Solex 32 PCI, tenía una capacidad para cargar unos 40 litros de nafta común (lleno). El generador eléctrico es uno del tipo "Dynastart" (que es un dispositivo de dínamo y arranque combinados) 12V 32A y frenos delanteros y traseros Tambor-Tambor. La carrocería no era portante, sino que estaba montada sobre un bastidor de dos largueros en forma de "U" soldados al piso de la carrocería. 

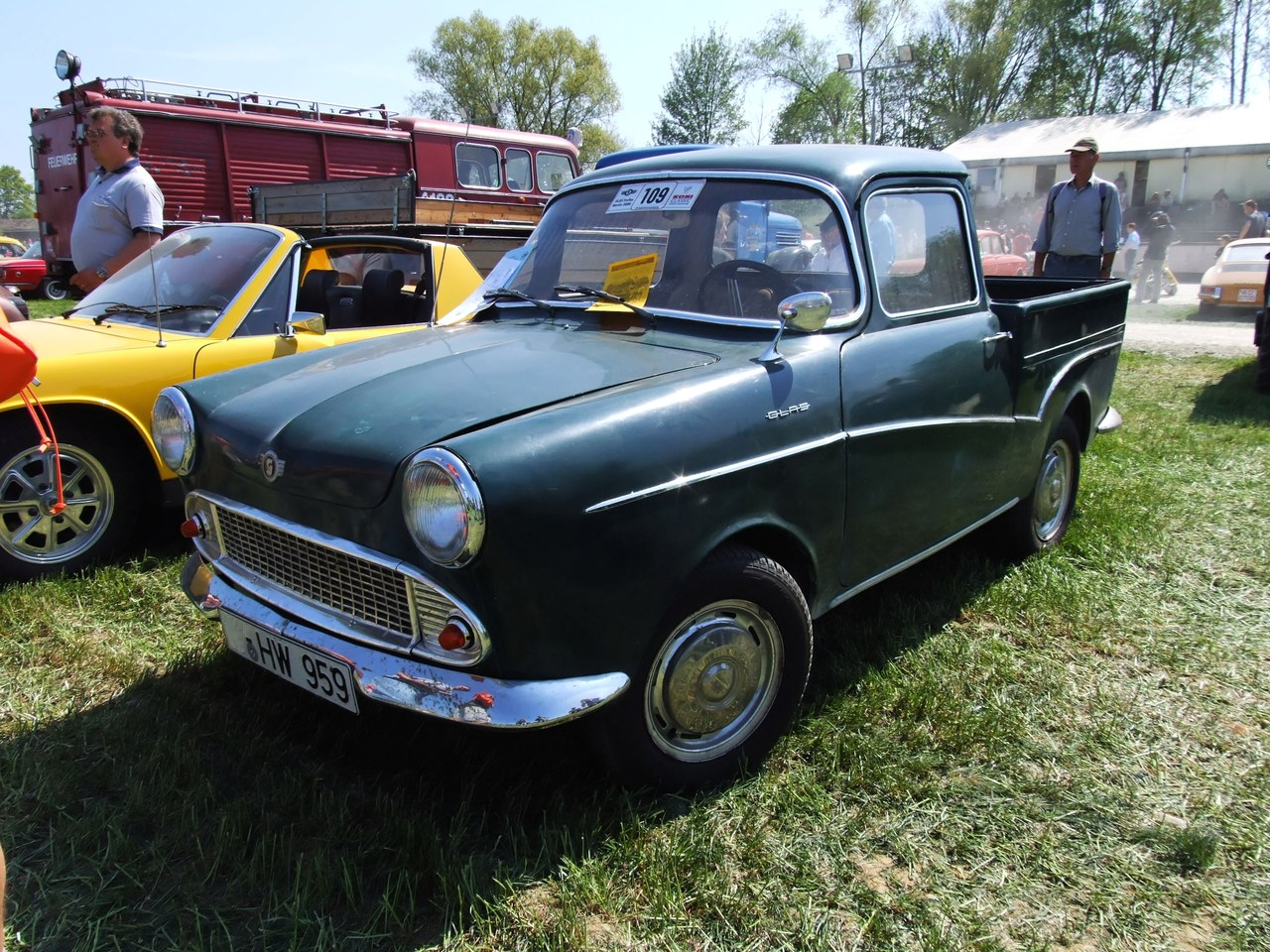
Modelo pick-up.

El motor bicilíndrico Isard de 688 cm³, permitía que llegara a una velocidad máxima de 112 km/h, con acompañamiento de los frenos, que eran hidráulicos de expansión interna. Entre su época fabricación se llegaron a hacer 8.730 unidades. El T-700 alemán se distinguía del nacional principalmente por una luneta más pequeña, dos carburadores Bing y por tener el puente trasero más angosto.
El Royal 700 comenzó su etapa como auto de carreras en 1960 en el Gran Premio con seis unidades conducidas por Juan Carlos Garavaglia, Herminio Angeletti, Ernesto Turini, Julio Tomasi, Milton Barbagallo y "Don Segundo Sombra". Integraban la clase B, ya que la A era para aquellos con 600 cm³. En 1961 se modificó la última clase a 700 cm³, pudiendo ingresar así el Isard 700. En 1963, ya consagrados, Schroeder y Juan Pomodoro pudieron ganar el circuito Onofre Marimón de Córdoba. En el Gran Premio de 1963 se presentaron 26 Isard 700, apareciendo la marca entre los primeros 14 ganadores de Clase A, siendo Héctor Ninona el más rápido. En el 64' el equipo se redujo y en 1965 se inscribieron 39 autos T-700, con la mejor clasificación de Abelardo Petrabissi. En 1966 participaron 29 autos Isard Royal y un Isard 400 Sport Coupé (Goggomobil TS), y para 1967, sería el último año en que concursaran los ya mencionados 700 en el GP, incluidos en una Sub Clase A y llegando cuartos a la meta.